# Polen i olympiska sommarspelen 1948
Polen deltog med 37 deltagare vid de olympiska sommarspelen 1948 i London. Totalt vann de en bronsmedalj.

## Medalj

### Brons
- Aleksy Antkiewicz - Boxning, fjädervikt.